# Rivière Vermillon (Rivière Saint-Maurice)
Der Rivière Vermillon (atikamekw : acopekihikan sipi) ist ein rechter Nebenfluss des Rivière Saint-Maurice in den Verwaltungsregionen Lanaudière und Mauricie in der kanadischen Provinz Québec.

## Flusslauf
Der Fluss hat seinen Ursprung im Lac Launay. Er fließt in überwiegend östlicher Richtung und mündet schließlich 25 km nördlich von La Tuque in den Rivière Saint-Maurice. Der Rivière Vermillon hat eine Länge von 160 km. Der Fluss entwässert ein Areal von 2670 km². 5 km oberhalb der Mündung liegt die Barrage Vermillon-Deux (⊙).